# Hiroki Yasumoto
Hiroki Yasumoto (安元洋貴?, Yasumoto Hiroki; Prefettura di Yamaguchi, 16 marzo 1977) è un doppiatore giapponese.

## Doppiaggio

### Anime
- Black Blood Brothers (Cain Warlock)
- Bleach (Sado Yasutora)
- Code;Geass: Roze of the Recapture (Noland)
- Coyote Ragtime Show (varie voci)
- Dōjin Work (Justice)
- Fairy Tail (Elfman)
- Glass Feet (Soldato C, Ep.8)
- Hai to gensō no Grimgar (Britney)
- Hataraku maō-sama! (Albertio Ende)
- Healin' Good Pretty Cure (Guaiwaru)
- Hetalia Axis Power (Netherlands)
- Hetalia: Axis Powers (Germany)
- Honey and Clover (Nakamura Tatsuyoshi)
- Hōzuki no Reitetsu (Hoozuki)
- Juni Taisen: Zodiac War (Duedeculpe)
- Kaiju No. 8 (Eiji Hasegawa)
- Kinnikuman Perfect Origin Arc (Buffaloman)
- Kuroko no Basket (Genta Takeuchi)
- Kuroshitsuji (Agni)
- Kyouran Kazoku Nikki (Midarezaki Teika)
- Mobile Suit Gundam GQuuuuuuX (Bask Om)
- Naruto Shippuden (Son Goku)
- Natsu no Arashi! (Murata Hideo)
- Nogizaka Haruka no himitsu (Takenami)
- One Piece (Bonam)
- Otogi-Jushi Akazukin (Asel)
- Persona -trinity soul- (Udo Taiichi)
- Pluto (Mont Blanc)
- Rental Magica (Yudaikus Tholoide)
- Rockman.EXE Beast (Colonnel.EXE)
- Rockman.EXE Stream (Colonnel.EXE)
- Sakamoto Days (Hyo)[1]
- School Rumble (Tougou Masakazu, Kouriyama-sensei)
- Shining Tears X Wind (Hyoun)
- The Tower of Druaga (Utu)
- Undead Unluck (Creed Deckard)
- Vampire Knight (Yagari Touga)
- Why Does Nobody Remember Me in This World? (Balmung)
- Yan Yan Machiko (Sarah)

### OAV
- School Rumble Ichigaki Hoshu (Tougou Masakazu)
- TANK S.W.A.T 01 (Katsu)

### Cartoni animati
- Secret Level (Re Aelstron)

### Serie live-action
- Doc - Nelle tue mani (Andrea Fanti)

### Videogiochi
- Mephistopheles in Animamundi: Dark Alchemist
- Colonel.EXE in Mega Man Battle Network 5: Double Team DS
- Kenji Honda in Kichiku Megane
- Sado Yasutora in Bleach: Shattered Blade, Bleach: Soul Resurrección e Bleach: Rebirth of Souls
- Crow in Guilty Gear XX Accent Core Plus
- Guile in Street Fighter IV, Street Fighter X Tekken, Street Fighter V, The King of Fighters: All Star, Super Smash Bros. Ultimate e Street Fighter 6
- Alex in Tatsunoko vs. Capcom: Cross Generation of Heroes
- Raven in Guilty Gear 2: Overture, Guilty Gear XX Accent Core Plus e Guilty Gear Xrd -REVELATOR-
- Fu Xi in Warriors Orochi 2
- Bacchus D-79 in Star Ocean: The Last Hope
- Hans/Il postino in Nier e NieR Replicant ver.1.22474487139...
- Adam Jensen in Deus Ex: Human Revolution
- Uriel in El Shaddai: Ascension of the Metatron
- Asura in Asura's Wrath
- Shout in Legasista
- Carlos Oliveira in Resident Evil: Operation Raccoon City e Resident Evil 3 (videogioco 2020)
- Nekomaru Nidai in Danganronpa 2: Goodbye Despair e Danganronpa V3: Killing Harmony
- Azrael in BlazBlue: Chrono Phantasma, BlazBlue: Central Fiction e BlazBlue: Cross Tag Battle
- Masato Aizawa in Yakuza 5 e Ryū ga Gotoku Online
- Mason in Dragon's Dogma: Dark Arisen
- Mago in Dragon's Crown
- Rhiod in Conception II: Children of the Seven Stars
- Ringo Roadagain in JoJo's Bizarre Adventure: All Star Battle, JoJo's Bizarre Adventure: Eyes of Heaven e JoJo's Bizarre Adventure: All Star Battle R
- Sanosuke Harada in Ryū ga Gotoku Ishin!, Ryū ga Gotoku Online e Like a Dragon: Ishin!
- Jin in Granblue Fantasy
- Gilliam in Breath of Fire 6
- Legault in Fire Emblem Heroes
- Pod 042 in Nier: Automata, Soulcalibur VI e Granblue Fantasy: Versus Rising
- Carver in Dragon Quest Heroes II e Dragon Quest Rivals
- Berserker in Dragalia Lost
- Kane in Jump Force
- Diego in Dead or Alive 6
- Zangetsu in Bloodstained: Ritual of the Night
- Goenitz in The King of Fighters for Girls
- Galahad in Bravely Default II
- Grimoire Weiss e P-33 in NieR Replicant ver.1.22474487139...
- Mr. Blackhole e Native Dancer in No More Heroes III
- Gori, Max Morgan, il Signore delle tenebre e il Profeta della morte in Live A Live (Remake)
- Barbas Dahd Geuse in Tactics Ogre: Reborn
- Capitan Warrork e vari mostri in Dragon Quest Treasures
- Svarog in Honkai: Star Rail
- "Honest" Brute/COM in Armored Core VI: Fires of Rubicon
- Generale Kateno in Dragon Quest Monsters: Il Principe oscuro
- Brant in Dragon's Dogma 2
- Fabius in Monster Hunter Wilds
- Lucas in Rusty Rabbit